# اندیس لوک گبری
لوک گبری یک اندیس فلزی است که در حوالی شهر یزد استان یزد قرار دارد و مادهٔ معدنی موجود در آن، سرب و روی است.سنگ میزبان این اندیس آهک ودولومیت است و دیرینگی آن به دوران کرتاسه می‌رسد. 